# Ойкарайнен, Калеви
Калеви Ойкарайнен (фин. Kalevi Oikarainen; 27 апреля 1936, Куусамо, Оулу — 14 августа 2020, Куусамо, Северная Финляндия) — финский лыжник, призёр Олимпийских игр, чемпион мира.

## Карьера
На Олимпийских играх 1968 года в Гренобле завоевал бронзовую медаль эстафете, кроме того был 10-м в гонке на 15 км и 7-м в гонке на 30 км.
На Олимпийских играх 1972 года в Саппоро стартовал в гонке на 50 км, но сошёл с дистанции.
За свою карьеру на чемпионатах мира завоевал одну золотую и одну серебряную медали, золотую медаль завоевал в гонке на 50 км на чемпионате мира-1970 в Высоких Татрах.
На чемпионатах Финляндии побеждал 14 раз, 5 раз в личных гонках и 9 раз в эстафете.
В 1970 году был признан спортсменом года в Финляндии.
После завершения спортивной карьеры служил пограничником, выйдя в отставку в звании старшего сержанта.